# Carolina Márquez
Carolina Márquez, właśc. Rocio Carolina Mateus Alfonso (ur. 22 września 1975 w Bogocie) – kolumbijska piosenkarka, posiadająca włoskie obywatelstwo.

## Single
- 1998: „S.E.X.O.”
- 1998: „Amor Erótico”
- 1999: „Cont@cto”
- 2000: „Super DJ”
- 2000: „Bisex Alarm”
- 2001: „Ritmo”
- 2002: „Discomani”
- 2002: „Más Música”
- 2004: „The Killer’s Song”
- 2005: „The Killer’s Song Vol. 2"
- 2005: „Pleasure Ground”
- 2006: „Angel De Fuego”
- 2011: „Wicked Wow”
- 2012: „Weekend (Wicked Wow)” (Carolina Márquez vs Jay Kay feat. Lil Wayne & Glasses Malone)
- 2013: „Sing La La La”
- 2013: „Get on the floor” (Carolina Márquez Feat. Pitbull, Dale Saunders, & Roscoe Umali)